# Pompier voluntar

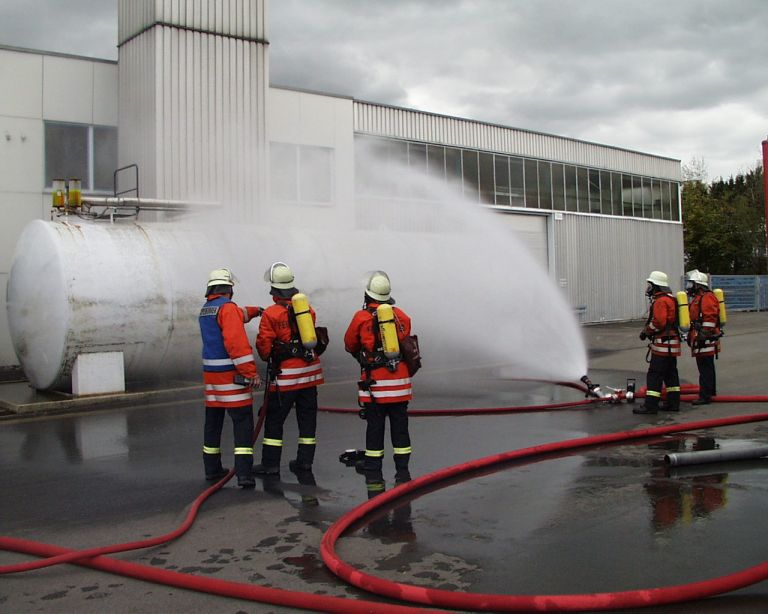
Pompieri voluntari din Germania

Pompierii voluntari sunt pompieri care își oferă timpul și abilitățile pentru a ajuta comunitatea în situații de urgență, cum ar fi incendii, sau alte dezastre. Aceștia au atribuții în general ca pompierii profesioniști numai că nu sunt plătiți pentru ceea ce fac, excepție unele cazuri când merg la intervenție, desfășoară activități de pregătire, etc., restul activităților desfășurând în mod benevol în cadrul unui serviciu voluntar pentru situații de urgență din localitate, în zona de competență.

## Prevederi legale
Apărarea împotriva incendiilor constituie o activitate de interes public, național, cu caracter permanent, la care sunt obligate să participe, în condițiile prezentei legi, autoritățile administrației publice centrale și locale, precum și toate persoanele fizice și juridice aflate pe teritoriul României.
Persoanele fizice și juridice sunt obligate să respecte reglementările tehnice și dispozițiile de apărare împotriva incendiilor și să nu primejduiască, prin deciziile și faptele lor, viața, bunurile și mediul.
Persoana care observă un incendiu are obligația să anunțe prin orice mijloc serviciile de urgență, primarul sau poliția și să ia măsuri, după posibilitățile sale, pentru limitarea și  stingerea incendiului
În caz de incendiu, orice persoană trebuie să acorde ajutor, când și cât este rațional posibil, semenilor aflați în pericol sau în dificultate, din proprie inițiațivă ori la solicitarea victimei, a reprezentanților autorităților administrației publice, precum și a personalului serviciilor de urgență.
În cazul incendiilor produse la păduri, plantații, culturi agricole, miriști, pășuni și fânețe, persoanele aflate în apropiere au obligația să intervină imediat cu mijloacele de care dispun, pentru limitarea și stingerea acestora.

## Principii

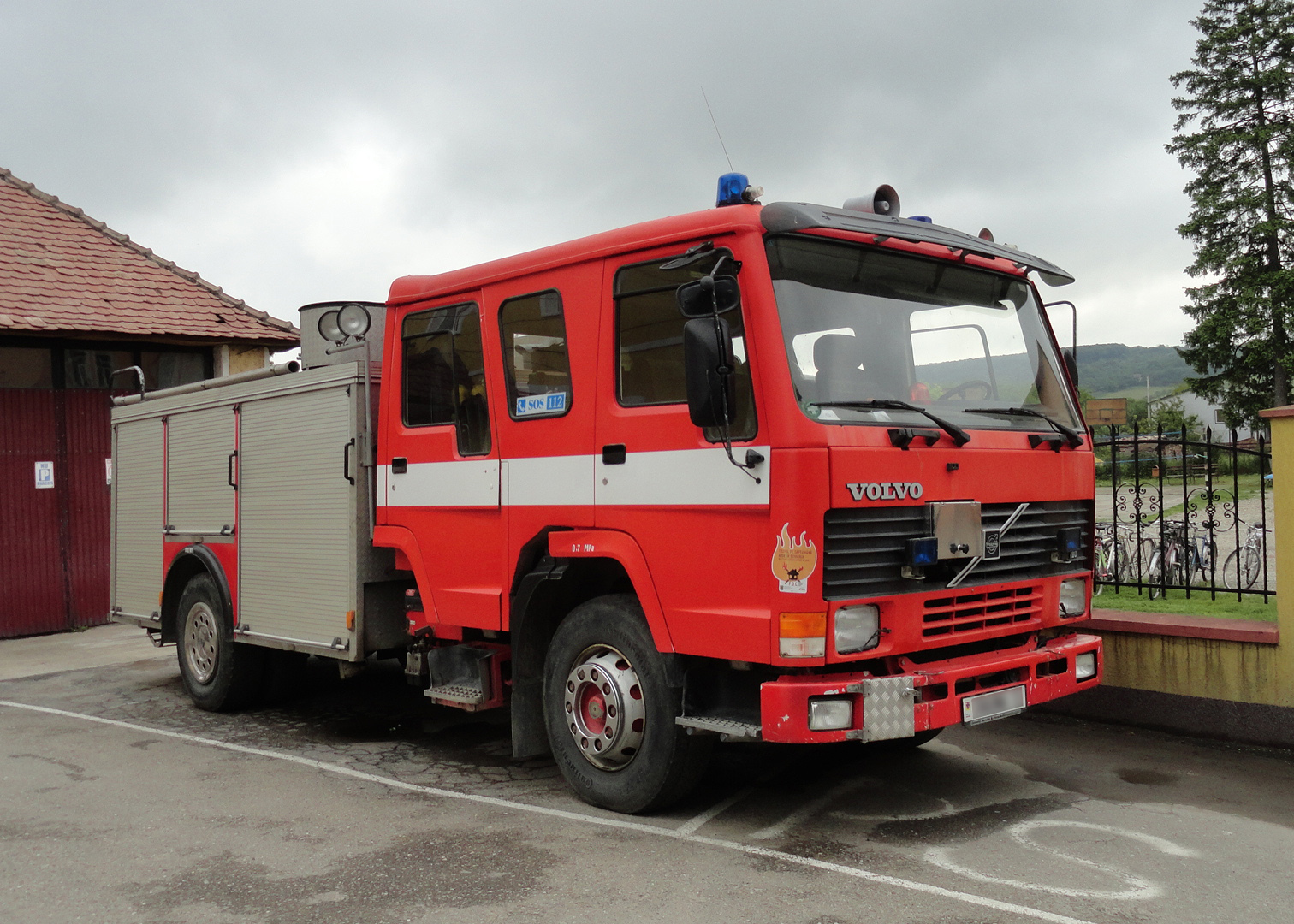
Mașina pompierilor voluntari din Crasna, Sălaj

La baza exercitării voluntariatului stau următoarele principii: 
- implicarea activă a voluntarului în viața comunității;
- voluntarii sunt selecționați fără discriminări, pe baza egalității de șanse;
- participarea ca voluntar se face numai pe baza unui consimțământ scris;
- cunoașterea riscurilor pe care le implică activitatea în acest serviciu[2].

Autoritățile trebuie să sprijine activitatea de voluntariat prin următoarele măsuri:
- informarea populației privind comportamentul în situații de urgență;
- atragerea de resurse financiare pentru sprijinirea pompierilor voluntari;
- organizarea de cursuri de pregătire și perfecționare a personalului implicat în activitatea de prevenire și stingere a incendiilor.

## Organizare
Statutul juridic al pompierilor voluntar diferă de la o țară la alta, de la caz la caz.

### Germania
În Germania, servicii de pompieri profesioniști există doar în orașe, iar prin sate și alte localități mici activează servicii voluntare de pompieri. Aceștia sunt susținuți de stat prin echipare și dotare cu tehnica necesară și nu sunt salarizați.

### România
În România, servicii de pompieri profesioniste există de regulă în orașele mari iar în comune și alte localități mici activează serviciile voluntare de pompieri. 
Pompierii voluntari sunt constituiți în cadrul serviciilor voluntare pentru de urgență (S.V.S.U) – structuri specializate, altele decât cele aparținând serviciilor de urgență profesioniste, organizate cu personal angajat și/sau voluntar, în scopul apărării vieții și avutului public împotriva incendiilor și a altor calamități, în sectoarele de competență stabilite cu avizul inspectoratelor.
Consiliile locale au obligația să constituie servicii de urgență voluntare iar operatorii economici și instituțiile au obligația să constituie servicii de urgență private, conform criteriilor de performanță elaborate potrivit legii. Constituirea serviciilor de urgență voluntare are la bază principiile complementarității răspunsului în situații de urgență, reducerii timpului de răspuns, principiul cooperării la nivel local și al implicării comunității. Înființarea și desființarea unui serviciu de urgență voluntar/privat se fac numai cu avizul inspectoratului respectiv a sectorului de competență pe baza criteriilor de constituire.
Spijin material și financiar
Cu ocazia Zilei Pompierilor din România 13 septembrie, autoritățile administrației publice centrale și locale, agenții economici și instituțiile pot acorda sprijin material și financiar în organizarea și desfășurarea concursurilor profesionale, a ceremoniilor și a altor acțiuni specifice ocazionate de aceste evenimente. Inspectoratele, formațiile de cadeți, cercurile aplicative de protecție civilă, precum și cercurile "Prietenii Pompierilor" participă, cu echipe reprezentative, la concursuri profesionale și sportive internaționale.

## Pompier voluntar în diferite țări
În Franța și Belgia pompierii voluntari (SPV) sunt cetățeni obișnuiți care pe lângă profesia sau studiile lor și ținând cont de viața lor de familie, au ales să facă munca voluntar și de a răspunde la solicitările primite să intervină în situație de urgență.
Pompierul voluntar este un pompier a cărui activitate de pompier nu este sarcina sa principală. De fapt, spre deosebire de pompierul profesionist , pompierul voluntar are, de cele mai multe ori, un loc de muncă principal (angajat, meșter, comerciant, profesie liberală sau chiar pompier profesionist) și desfășoară activitățile de pompier cel mai adesea în afara orelor sale de lucru. Orele sale pot fi sau nu compensate în funcție de țară sau, uneori, de serviciul în care lucrează pompierul.

### Belgia
În general activitatea acestora sunt identice cu cele ale profesioniștilor. Pentru a arăta că profesia este aceeași, vorbim de pompieri profesioniști sau voluntari, care sunt „cu normă întreagă” sau „cu jumătate de normă”. Pompierii voluntari belgieni înainte de 2014 țineau de primărie.

### Franța
În Franța 80% din pompieri sunt pompieri voluntari. Termenul de pompier este folosit adesea într-un sens global și cuprinde întreg personalul implicat în protecție civilă în serviciul populației.
Pompierii voluntari care vor să avanseze sânt angajați pe o perioadă de cinci ani în cadrul serviciilor departamentale de pompieri și salvare(SDIS) cu grad profesional de soldat, primul an fiind de probă. Reînnoirea angajamentului se face după o verificare periodică a aptitudinilor fizice și medicale. După încheierea contractului, toți pompierii voluntari beneficiază de o pregătire de bază potrivit misiunilor pe care le au de îndeplinit, urmată de pregătiri continue și de perfecționare pe timpul carierei. Candidații care au o diplome de cel puțin nivelul II adică Bac+3 pot fi recrutați direct cu grad profesional locotenent pompier voluntar. Regulile generale, ce definesc statutul de pompier voluntar, sunt identice în toate departamentele, însă modalitățile de selecție a candidaților și criteriile diferă de la un serviciu la altul.
Pompierii voluntari urmează în mod regulat cursuri de instruire și pot îndeplini toate tipurile de misiuni care revin serviciilor de pompieri și salvare. Aceștia primesc compensații, precum și un „beneficiu de pensionare” atunci când au îndeplinit cel puțin douăzeci de ani de serviciu. În rândul pompierilor voluntari care dețin un grad de ofițer au titlul de „expert” există și specialiști de nivel foarte înalt.
Constituirea pregătirii inițiale a pompierilor voluntari se face pe module și sunt trei domenii principale care alcătuiesc activitatea echipei de pompier voluntari: salvarea persoanelor accidentate (asistență personală și asistență rutieră), stingerea incendiilor și operații diverse. .

### Germania
În localități personalul serviciilor de pompieri voluntari  este format doar din pompieri voluntari. Membrii acestor departamente sunt de obicei voluntari 24/7 și lucrează în alte profesii. Departamentele de pompieri voluntari ( Freiwillige Feuerwehr ) furnizează majoritatea (97% din  pompierii germani) din serviciile de  protecție civilă din Austria și Germania , alături de alte organizații de voluntari, cum ar fi Agenția Federală Germană pentru Ajutor Tehnic (THW), serviciile voluntare de ambulanță și asistența medicală sau salvarea de urgență servicii precum Crucea Roșie Germană sau Johanniter-Unfall-Hilfe. 
Alarmarea  pompierilor se poate face prin diferite sisteme de alarmă, cum ar fi  sirene locale sau telefon. În orașele și comunitățile  mijlocii, departamentele de pompieri  sunt  formate pompieri voluntari și profesioniști. Acestea în cazul unei situații de urgență asigură intervenția operativă cu tehnica aflată în dotare.
În orașele mai mari, de obicei cele cu 100.000 de locuitori sau mai mult,  funcționează departamente de pompieri angajați în întregime de pompieri profesioniști. Cu toate acestea, ele au de obicei mai multe departamente de pompieri  , care sunt chemate în cazul în care sunt  urgențe mai mari.
Primăriile municipale sprijină departamentele, subunități de pompieri voluntari. Finanțarea suplimentară este realizată, de exemplu, prin contribuții de la organizații nonguvernamentale, donații făcute în strângerea de fonduri sau venituri din diferite evenimente.

### Polonia
În zonele rurale, locuitorii locali pot crea un Serviciu Voluntar de Pompieri conform legii. Astfel de servicii de pompieri voluntari pot primi asistență financiară din partea guvernului pentru echipamente și instruirea personalului. În anumite zone din Polonia, aproape fiecare sat are un serviciu de pompieri voluntari, deoarece membrii se bucură de un respect înalt în comunitatea lor. Serviciile de pompieri voluntari sunt complet integrate cu sistemul de urgență. Orice apel către numărul de urgență împotriva incendiilor este direcționat către cea mai apropiată stație de pompieri de stat, care desfășoară mai întâi cel mai apropiat serviciu de pompieri voluntar, urmat de  Serviciul de pompieri profesionist.
Acolo unde există autospecială pentru stingerea incendiilor, aceasta trebuie încadrată cu un șofer salarizat de către primărie, care lucrează în ture de 8 ore sau 12 de ore, de la caz la caz. În restul timpului se asigură permanența de la domiciliu. Ceilalți pompieri care încadrează autospeciala respectivă, în general sunt voluntari.